# هاکوبا، ناگانو
هاکوبا، ناگانو (به لاتین: Hakuba, Nagano) یک منطقهٔ مسکونی در ژاپن است که در Kitaazumi District واقع شده‌است. هاکوبا ۱۸۹٫۳۶ کیلومتر مربع مساحت و ۸٬۷۸۹ نفر جمعیت دارد.